# Aeroportul Allakaket
Aeroportul Allakaket (IATA: AET, ICAO: PFAL, FAA LID: 6A8) este un aeroport din Alaska, Statele Unite ale Americii ce deservește zona Allakaket⁠(d). Aeroportul a fost tranzitat în 2019 de 3.746 de pasageri. A fost numit după zona deservită.
Situat la o altitudine de 134 m, aeroportul dispune de 1 pistă. Este operat de Alaska Department of Transportation & Public Facilities⁠(d).

## Infrastructură

### Piste
Aeroportul dispune de o singură pistă. Pista 5/23 are suprafața de pietriș și dimensiunile 4.000 picioare × 100 picioare. 